# Дмитрово (Андреапольский район)
Дмитрово (Дмитровка)  — деревня в Андреапольском районе Тверской области России. Входит в Волокское сельское поселение.

## География
Расположена примерно в 6,4 километрах к северу от деревни Волок на берегу озера Лучанское.

## История
В конце XIX — начале XX века деревня входила в Холмский уезд Псковской губернии.

## Население
| 2002 | 2010 |
| ---- | ---- |
| 42   | ↘33  |